# Paratitanidae
Famille
Les Paratitanidae sont forment une famille fossile de titanoptères.
Les espèces de cette famille datent du Paléocène, elles ont été découvertes au Canada.

## Liste des genres
Selon Orthoptera Species File (21 juin 2018) :
- † Minititan Gorochov, 2007
- † Paratitan Sharov, 1968

## Publication originale
- (ru) Sharov, 1968 : Filogeniya ortopteroidnykh nasekomykh. (Phylogeny of Orthopteroidea). Trudy Paleontologicheskogo instituta (Transactions of the Institute of Paleontology), no 118, p. 1-213 (ru).